# Anthony Schwartz
Anthony Schwartz (5 de septiembre de 2000) es un deportista de Estados Unidos que compite en atletismo. Ganó una medalla de plata en el Campeonato Mundial de Atletismo Sub-20 de 2018, en la prueba de 100 m.